# Gulnaz Zhuzbaeva
Gulnaz Zhuzbaeva (em quirguiz: Гүлназ Жүзбаева) é uma ativista dos direitos das pessoas com deficiência do Quirguistão. Ela foi agraciada com um dos prêmios 100 Mulheres da BBC em 2020. Ex-chefe da Federação de Cegos do Quirguistão, Zhuzbaeva trabalhou como tradutora de Braille em 2021. Ela também oferece treinamento para pessoas com deficiência visual, bem como seus empregadores. Ela é codiretora da organização não governamental Empower Blind People (Empoderando Pessoas Cegas, em tradução livre). Ela estudou no Louisiana Center for the Blind. Dentre suas palestras públicas estão: uma palestra TEDx em Bishkek em 2021; para as Nações Unidas no Dia Internacional da Mulher em 2019, entre outros.